# Станичное (Сумская область)
Станичное (укр. Станичне) — село,
Вольненский сельский совет,
Великописаревский район,
Сумская область,
Украина.
Код КОАТУУ — 5921280504. Население по переписи 2001 года составляло 114 человек.

## Географическое положение
Село Станичное находится на правом берегу реки Ворсклица,
выше по течению на расстоянии в 2,5 км расположено село Поповка,
ниже по течению на расстоянии в 2 км расположено село Пожня,
на противоположном берегу — село Широкий Берег.
К селу примыкает лесной массив (дуб).
Река в этом месте извилистая, пойма реки заболочена, вокруг много заболоченных озёр.